# ينيدزا

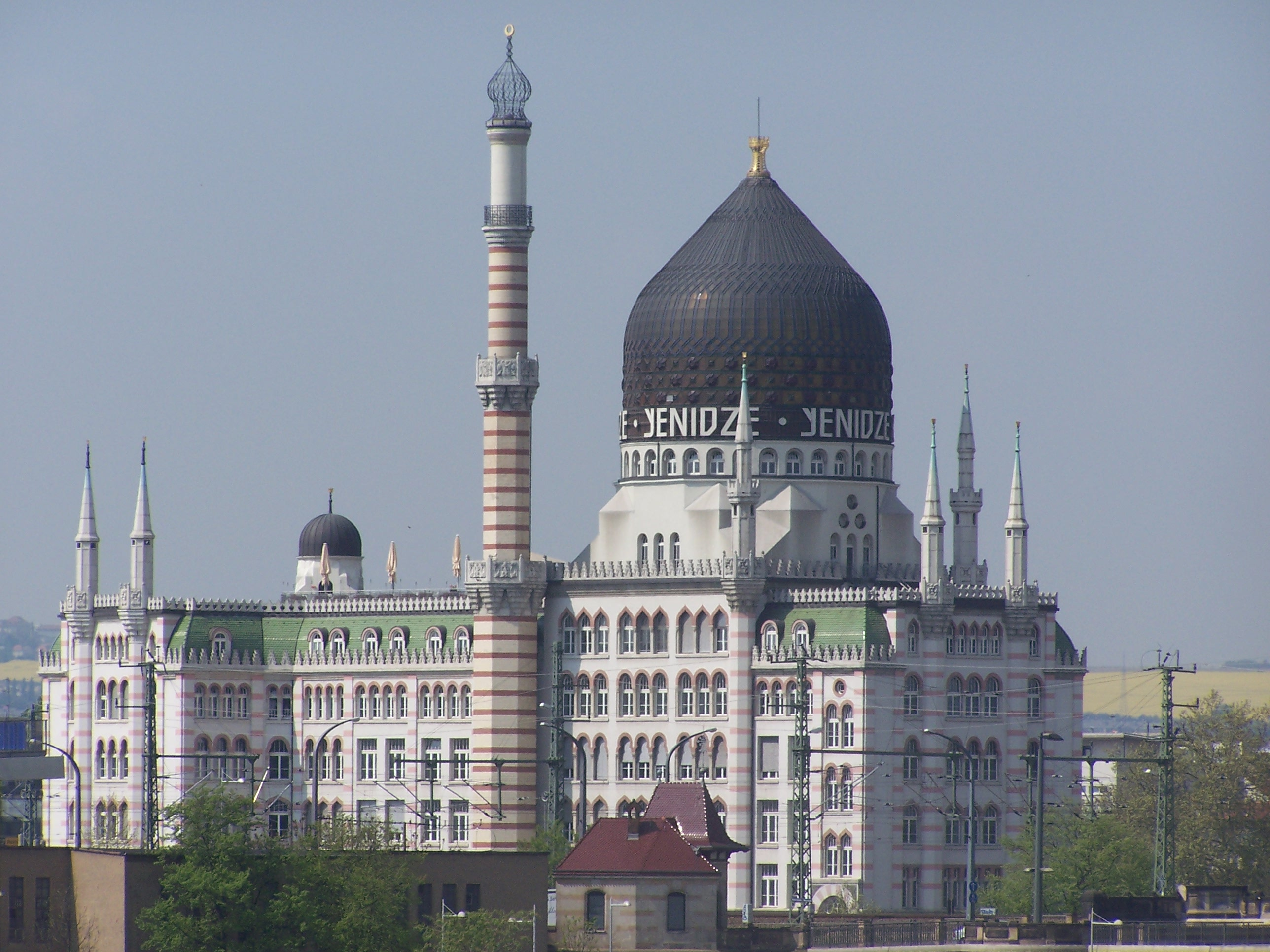
مبنى ينيدزا في دريسدن، ألمانيا.

ينيدزا أو مسجد السجائر (بالألمانية: Yenidze / Tabakmoschee) هو مبنى مصنع سجائر سابق في دريسدن، ألمانيا. تم بناؤه بين عامي 1907 و 1909، وهو من تصميم المهندس الألماني مارتين هاميتسش. قامت بلدية دريسدن بترميمه عام 2000، وغيّرت إسمه إلى «المجمع الإداري والتجاري»، حيث يتم استخدامه اليوم كبمنى إداري.

## العمارة

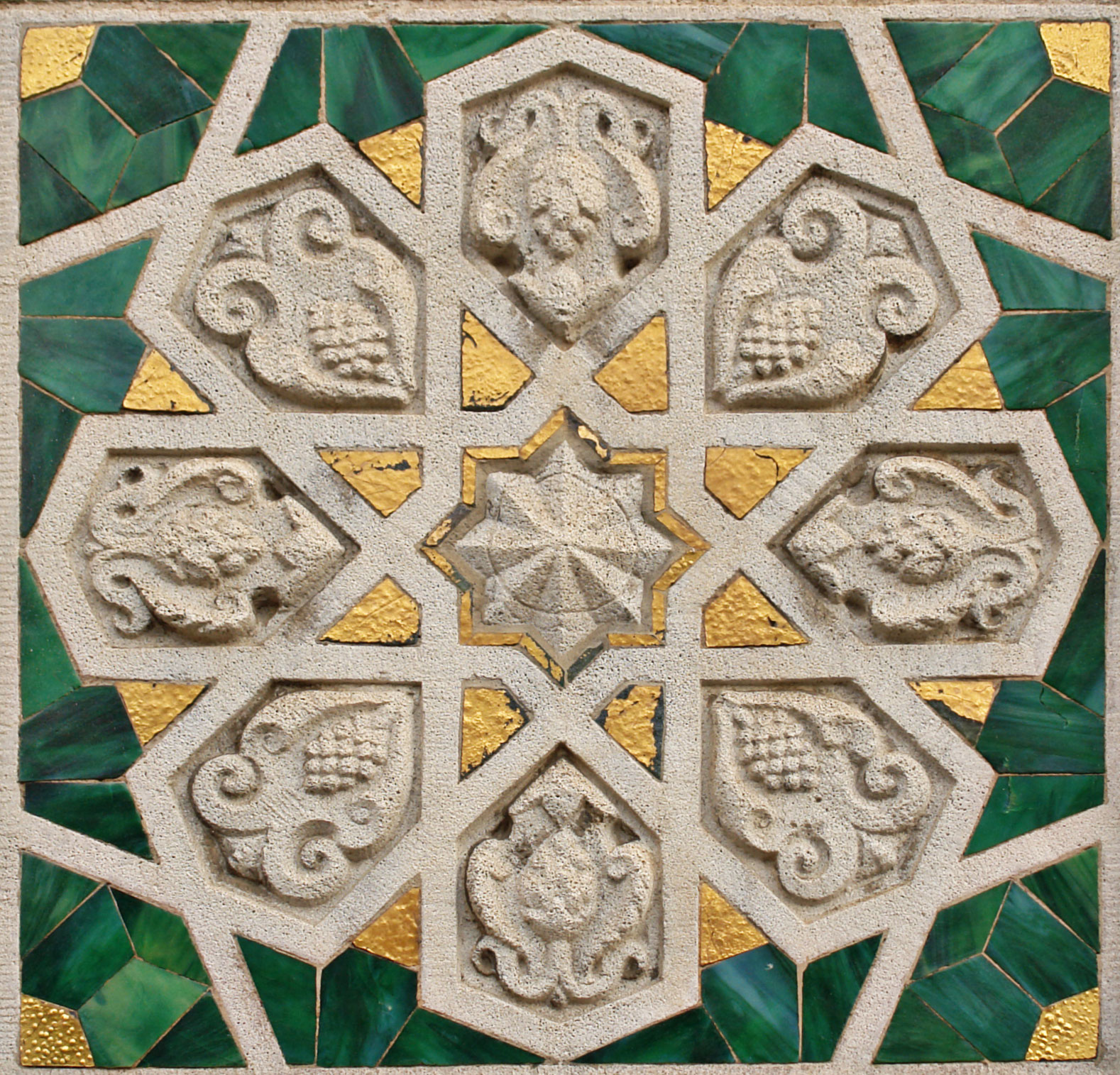
تفاصيل من الفن الشرقي في المبنى.

تمت استعارة عناصر في التصميم الخارجي للمبنى بشكل إستشراقي ومستوحى من تصميم المساجد. كما تعود تسميته بـ «مسجد السجائر» بسبب تصميمه من الخارج بشكل مشابه لمسجد مملوكي موجود في مدينة القاهرة هو مسجد السلطان حسن.
وقد أقام مارتين هاميتسش هيكل المبنى من الصلب ثم أكمل البناء بالخرسانة المسلحة. وبغرض جعل المصنع يأخذ شكل المسجد شيدت أعلاه قبة زجاجية ارتفاعها 18 مترا وبجانبها عدد من المآذن الصغيرة، وبنيت مدخنته على شكل مئذنة عالية يبلغ ارتفاعها 60 مترا. وصنع خبراء متخصصون سقف قبة المبنى من مجموعة ثمينة من الزجاج والموزاييك ملونة بالأحمر القرمزي والأزرق والأخضر والأصفر. يحتوي المبنى على 600 نافذة ووضعت فوق سطحه لافتة نيون ارتفاعها متران مكتوب عليها «السلام عليكم»، وتم استخدام آلتي بخار لتوليد الكهرباء لإضاءة القبة واللافتة التي كانت أول لافتة نيون تنتج في ألمانيا.

## وصلات خارجية
- ينيدزا  على موقع ستركتر

- فيديو لمبنى ينيدزا ليلا